# Château de Turenne (Ardennes)
Pour les articles homonymes, voir Château de Turenne (homonymie).
Le château de Turenne ou Ferme de Turenne correspond aux vestiges de bâtiments situés à Bazeilles, en France.

## Description
L'édifice le plus remarquable, dans les éléments subsistant, est le pavillon d'entrée, avec son arcade charretière prise dans la feuillure d'un ancien pont-levis, et entouré de deux pilastres sculptés. Le tout est surmonté d'un entablement, encadrant un tableau de pierre nu, et inséré dans un fronton brisé. Une bretèche surplombait probablement l'entrée à l'origine. À la gauche de cette porte charretière, une deuxième porte, plus réduite, plein cintre, s'inscrit, elle aussi, dans l'ancien cadre d'un autre pont-levis. Plus à gauche encore s'amorce le muret en équerre entourant le jardin, construit en moellons assistés, et percé de curieux postes de tir. À l'intérieur de la cour apparaît un bâtiment doté d'une suite d'arcades en rez-de-chaussée et d'un étage relativement bas.

## Localisation
Le château est situé sur la commune de Bazeilles, dans le département français des Ardennes.

## Historique
L'édifice aurait été construit, vers 1600, par le Prince de Sedan, Henri de La Tour d'Auvergne, duc de Bouillon, vicomte de Turenne, qui y aurait envoyé son second fils né en 1611, le futur Maréchal Turenne, de 1611 à 1618.
Endommagé pendant la guerre franco-allemande de 1870 puis pendant la Première Guerre mondiale, il a été en partie restauré.
L'édifice est inscrit au titre des monuments historiques en 1950.